# Bernard Stegeman
Bernard Stegeman (Winterswijk, 9 januari 1877 - Winterswijk, 10 december 1952) was een Nederlands schoolhoofd, dichter en schrijver.

## Biografie
Stegeman is opgegroeid in de buurtschap Huppel, in een van de pachtboerderijen van havezate Het Walien. In 1895 werd hij onderwijzer in Rouveen. Later werd hij benoemd als schoolhoofd in zijn geboorteplaats Winterswijk. Hij schreef voor kranten en tijdschriften verschillende artikelen op het gebied van historie, gedichten, geografie en aardrijkskunde. Van belang is zijn werk als dialectkenner in de Nedersaksische streektaal. Stegeman is tevens auteur van het Achterhoeks volkslied. In 1952 werd hij als ereburger van Winterswijk benoemd, de oorkonde geschilderd door Piet te Lintum was te bezichtigen in het museum. Tevens werden een school en een straat naar hem vernoemd.